# Denver Rangers
Denver Rangers byl profesionální americký klub ledního hokeje, který sídlil v Denveru ve státě Colorado. V letech 1987–1989 působil v profesionální soutěži International Hockey League. Rangers ve své poslední sezóně v IHL skončily ve čtvrtfinále play-off. Jednalo se o farmu New Yorku Rangers. Své domácí zápasy odehrával v hale McNichols Sports Arena s kapacitou 16 061 diváků. Klubové barvy byly modrá, červená a bílá.
Založen byl v roce 1987 po přestěhování týmu Indianapolis Checkers do Denveru. Zanikl v roce 1989 přestěhováním do Phoenixu, kde byl vytvořen tým Phoenix Roadrunners.

## Historické názvy
Zdroj: 
- 1987 – Colorado Rangers
- 1988 – Denver Rangers

## Přehled ligové účasti
Zdroj: 
- 1987–1989: International Hockey League (Západní divize)